# Issoria siga
Issoria siga är en fjärilsart som beskrevs av Jacob Hübner 1832. Issoria siga ingår i släktet Issoria och familjen praktfjärilar. Inga underarter finns listade i Catalogue of Life.